# Euphyia monoliata
Euphyia monoliata är en fjärilsart som beskrevs av Felder 1875. Euphyia monoliata ingår i släktet Euphyia och familjen mätare. Inga underarter finns listade i Catalogue of Life.